# Coroana Reginei Mary de Modena
Coroana Reginei Mary de Modena este coroana consoartă realizată în 1685 pentru Mary de Modena, Regină a Angliei, Scoției și Irlandei, soția lui Iacob al VII-lea și al II-lea. Aceasta a fost folosită de către viitoarele regine consoarte până la sfârșitul secolului al XVIII-lea.
Inițial încrustată cu diamante închiriate, coroana este astăzi împodobită cu cristale pentru a fi expusă în Jewel House la Turnul Londrei.
Mary a avut și o diademă, aflată de asemenea în Jewel House, și o coroană de încoronare, acum deținută de Muzeul Londrei.

## Descriere
Coroana de aur a avut inițial 523 diamante mici, 38 diamante mari și 129 de perle mari. Acestea au fost înlocuite cu cristale de cuarț. Are o înălțime de 19 cm și cântărește 700 g. Coroana este decorată cu cruci pattée și fleur-de-lis și are patru jumătăți de arcade, care susțin un monde și o cruce pattée.

## Origine

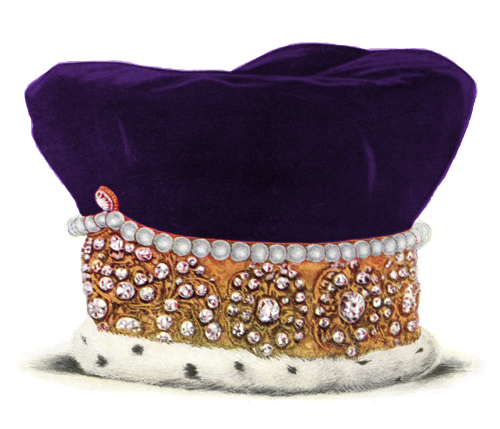
Diadema lui Mary

În mod tradițional, atunci când un rege este căsătorit, soția sa este încoronată ca regină consoartă la ceremonia de încoronare. În 1649, monarhia a fost abolită după un lung război civil între Carol I și Parlament, iar Bijuteriile Coroanei au fost fie vândute, fie transformate în monede de Monetărie. În 1685, Mary de Modena, soția lui Iacob al II-lea și al VII-lea, a fost prima regină consoartă încoronată după restaurarea monarhiei, deoarece Carol al II-lea nu era căsătorit atunci când a preluat tronul în 1660.
Trei coroane separate au fost realizate pentru regină: o diademă pentru purtat în procesiune la Westminster Abbey, o coroană de încoronare și o coroană de stat pentru plecarea de la Abbey. Realizate de Richard de Beauvoir, erau acoperite cu diamante evaluate la £35.000, iar factura pentru închirierea acestora a fost de 1.000 de lire sterline. Ea a plătit pentru coroane din propriul buzunar și, de asemenea, a comandat două noi sceptre și un inel de încoronare pentru ceremonie.
Diadema lui Mary era împodobită cu 177 de diamante, 78 perle, 1 safir, 1 smarald și 1 rubin. Astăzi, diadema conține pietre prețioase artificiale și perle de cultură și este, de asemenea, expusă în Turnul Londrei. Are 8 cm înălțime și cântărește 300 g.
Coroana de încoronare fără pietre prețioase a fost achiziționată de la un dealer privat de Muzeul Londrei în 1956. Aceasta a fost trimisă la Bijutierii Coroanei, Rundell & Bridge, pentru lucrări de întreținere în secolul al XIX-lea, dar nu a mai fost returnată familiei regale. Inițial, coroana cântărea 600 g și era încrustată cu 419 diamante, 46 perle mari, 7 rubine, 7 safire și 2 smaralde.

## Utilizare
Ulterior, aceasta a fost folosită de către fiicele vitrege ale lui Mary de Modena, Maria a II-a a Angliei și Regina Anna, George I, Regina Carolina, soția lui George al II-lea, și Regina Charlotte, soția lui George al III-lea. În 1831, coroana a fost considerată a fi prea teatrală și aflată într-o stare precară și a fost înlocuită de Coroana Reginei Adelaide pentru încoronarea sa alături de soțul ei, William al IV-lea. Cu toate acestea, este posibil ca Adelaide să fi fost încoronată folosind una dintre celelalte coroane ale lui Mary de Modena.